# Mikrovlákno
Mikrovlákno je textilní materiál označující buď velmi jemné umělé vlákno jemnější než 1 dtex (různé jiné definice stanoví hranici jemnosti mezi 0,3 a 1,2 dtex), nebo drobné úlomky vláken (z umělých i přírodních materiálů), které se oddělují při jejich zpracování nebo z povrchu oděvů při každém praní.

## Z historie mikrovláken
Velmi jemná umělá vlákna z pokusů v 50. letech 20. století měla náhodnou, nekontrolovatelnou délku . Asi o 20 let později se podařilo v Japonsku zhotovit z mikrofilamentů umělý semiš, který brzy dosáhl i komerční úspěchy. Od 80. let se mikrovlákna vyrábějí ve značném rozsahu také v Evropě a v USA s použitím např. na utěrky, sportovní a medicinské textilie, potahy sedadel aj. Konkrétní údaje o množství a druzích výrobků se dají získat jen z nákladných každoročních studií za cenu cca 2900 USD.
V 70. letech 20. století byl zjištěn u azbestu zhoubný vliv drobných vlákének na lidský organizmus. Při mikroskopických měřeních se pro tyto částice používalo označení mikrovlákna. Tento pojem převzaly asi od začátku 21. století organizace zabývající se ochranou životního prostředí ve svých studiích o odpadech vznikajících při praní oděvů. Podle některých průzkumů z 2. dekády 21. století se jedná celosvětově ročně asi o 700 tisíc tun.

## Uměle vyrobená mikrovlákna

### Způsob výroby
Oproti běžným chemickým vláknům se jako výchozí surovina používají polymery se zlepšenou homogenitou. Zvýšenou odtahovou rychlostí při zvlákňování se dosáhne lepší orientace makromolekul a vyšší stupeň krystalizace.
K výrobním technologiím patří:

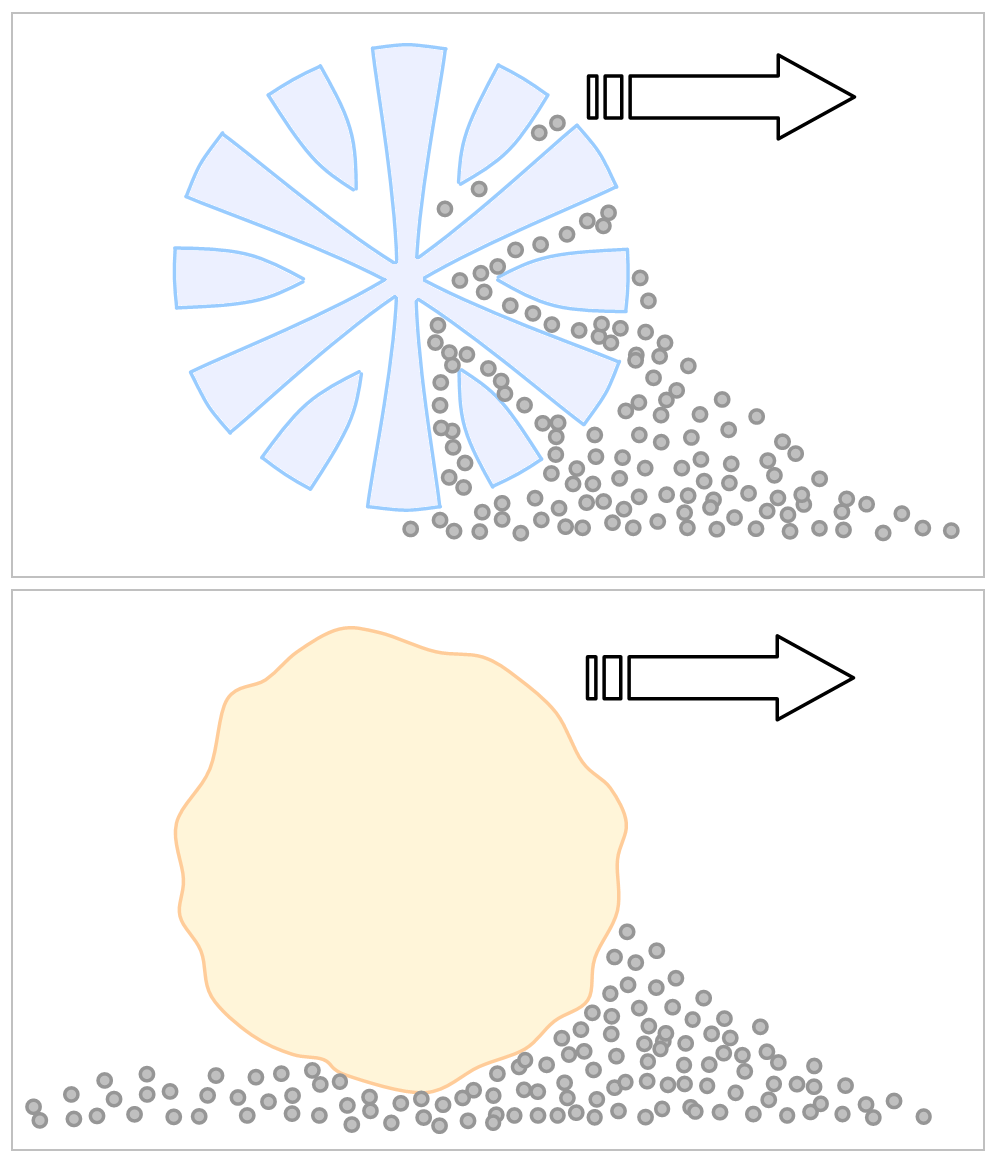
Schéma: Působení mikrovlákna (horní část) a bavlněného vlákna (dole) v čisticím suknu

- Zvlákňování z trysek, často s členěným průřezem (viz nákres vpravo)
- Štěpení fólií (tloušťka do 1 µm)
- Zvlákňování směsového polymeru s následným rozpuštěním matrice (bikomponenty)

Vlákno se vyrábí jako filament s možností
- družení a skaní více vláken na hladkou přízi
- různých profilů v průřezu (různý odraz světla, matný nebo lesklý povrch)
- tvarování (kadeření)
- řezání (stříž) na výrobu staplových přízí[9]

### Vlastnosti

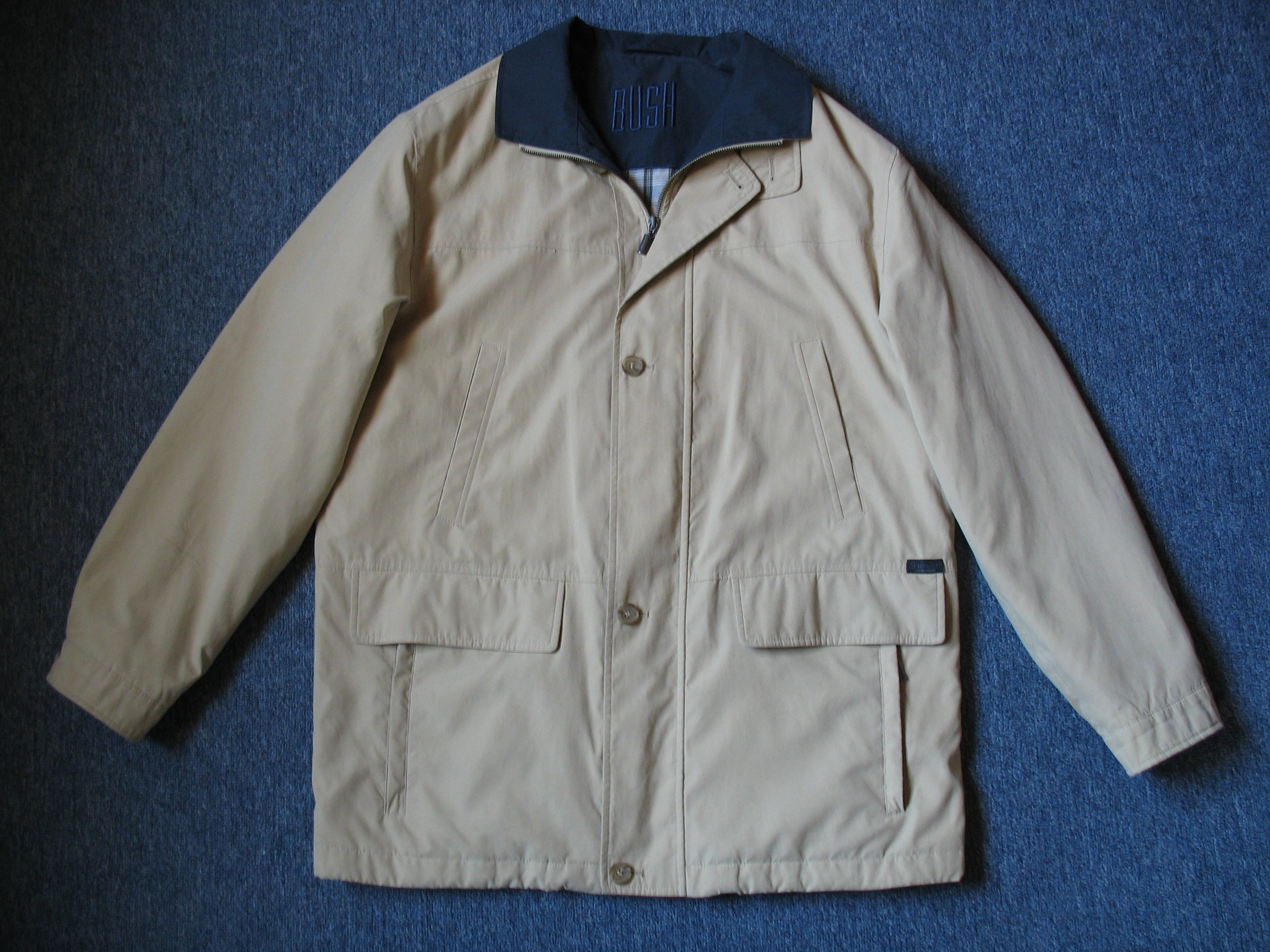
Bunda z mikrovlákenné směsi 82% PES / 18% PA

Protože přírodní vlákna jsou podstatně hrubší (bavlna cca 3×, vlna 4×), dají se vyrábět směsové příze jen z mikrovláken různých druhů, směsování s přírodními materiály je prakticky sotva možné.
Staplová nebo filamentová příze sestává z vyššího počtu vláken, které vytváří mnohem větší povrchovou plochu. Výrobky z mikrovláken absorbují tekutiny až v sedminásobku vlastní váhy a schnou třikrát rychleji než standardní vlákna. Sráživost a náboj statickou elektřinou je minimální.

### Druhy a obchodní označení vláken (příklady)
- Polyesterové filamenty: Diolen Micro (0,5-0,7 dtex, hladký nebo tvarovaný), Terital Zero 4 (0,44 dtex), XOXO (jádro 4,4 dtex ovinuté mikrovláknem 0,4 dtex)
- Polyamidy: Tactel Micro (PA 6.6 0,9 dtex), Meryl (PA 6.6 0,2-1 dtex)

- Viskóza: Microbara (1,0 dtex)

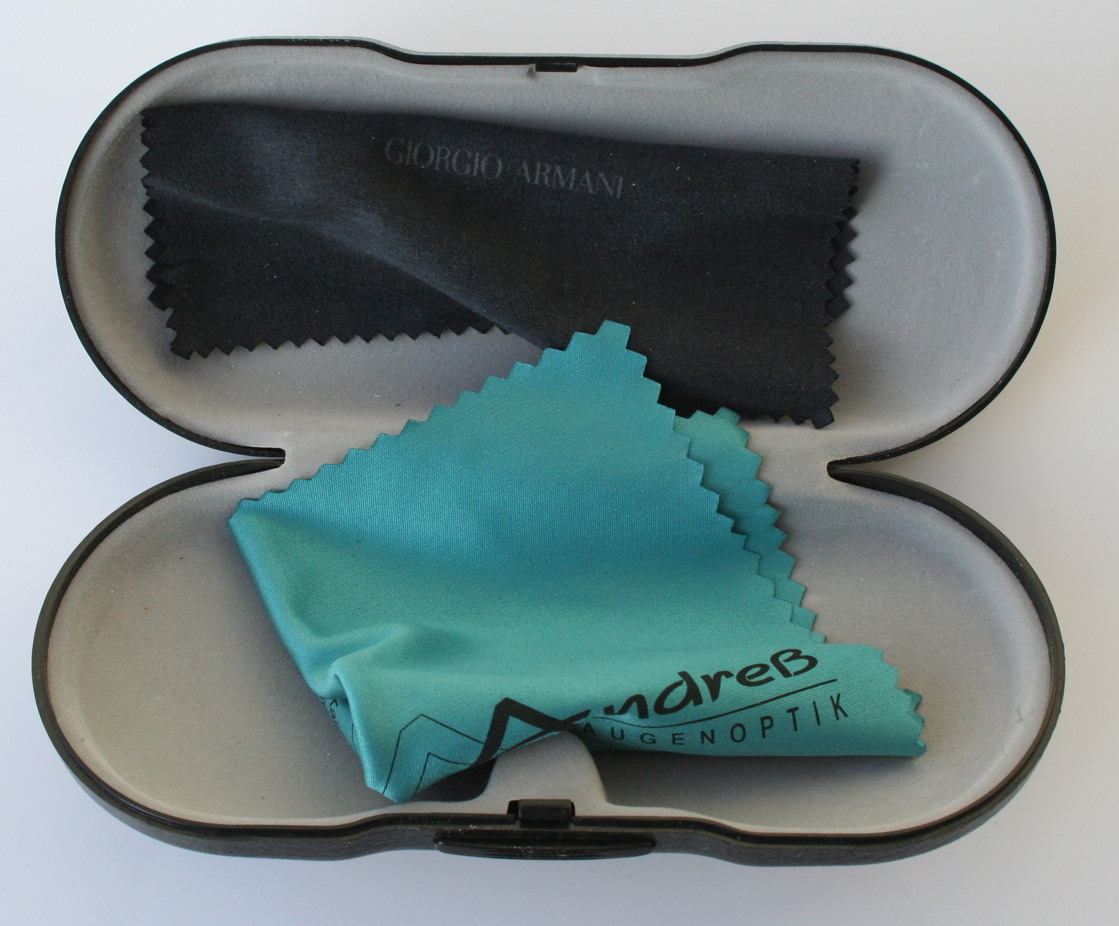
Utěrka na čištění brýlí

- Bikomponentní filament: Belima X (PES/PA 0,17-1,0 dtex)[10]

### Použití
- svrchní oděvy (např. u bund a plášťů do deště nahradily mikrovlákenné směsi z PES/PA dosavadní bavlněné popelíny). Pro tyto účely se používá více než polovina mikrovláken.
- membrány do nepromokavých oděvů a bot (Gore-Tex)
- imitace semišů na nábytkové potahy, pláště a rukavice
- mopy, jejichž životnost je delší než v případě bavlny
- kvalitní prachovky a čisticí sukna[1]

## Mikrovlákna z odpadů při praní textilií
Z několika pokusných měření vyplývá, že se při každém praní oděvů odděluje řádově 0,3-0,5 % odštěpků textilních vláken. V odpadní vodě, která protéká filtrem pračky a veřejnou čisticí stanicí se zachytí asi 70 % těchto odpadů, zbytek se dostává do řek a světových moří. Vlákna z přírodních materiálů se poměrně rychle rozkládají a nezpůsobují proto problémy se znečištěním vody. Syntetická vlákna však mají velmi dlouhou dobu rozkladu, takže značnou část z nich polykají mořští živočichové a v některých oblastech na zeměkouli se dostávají i do pitné vody. Podíl syntetických materiálů, obzvlášť polyesteru a polyakrylu na oděvních textiliích dosáhl v roce 2015 asi 60 % a v příštích 10 letech se počítá se zvýšením až na 80 %. Ale i biovlákna mohou škodit životnímu prostředí.
Asi od začátku 21. století se těmito problémy intenzivně zabývají různé neziskové organizace, které zveřejňují výsledky řady průzkumů a podávají návrhy na snížení výskytu nebezpečných odpadů.